# Camille Costa de Beauregard
Pour les autres membres de la famille, voir Costa de Beauregard.
Camille Costa de Beauregard, né le 17 février 1841 et mort le 25 mars 1910, chanoine de Chambéry, est le fondateur, en 1868, de l'orphelinat du Bocage destiné à l'éducation des enfants pauvres et abandonnés. Il est vénéré comme bienheureux par l'Église catholique et fêté le 27 mai.

## Biographie
Camille Costa de Beauregard naît le 17 février 1841 à Chambéry en Savoie (royaume de Sardaigne), au sein d'une famille princière du royaume de Piémont-Sardaigne. Il est le fils de Pantaléon Costa de Beauregard. À l'âge de 22 ans, il décide de tout quitter pour mener une vie chrétienne plus radicale et se destine à la prêtrise. En septembre 1863,  il entre au séminaire français de Rome, où il sera ordonné prêtre. 
De retour à Chambéry en juin 1867, Camille Costa de Beauregard se consacre aux ouvriers et crée pour eux une caisse d’aide mutuelle, sous le patronage du saint savoyard François de Sales. Il mène une vie pauvre et dépouillée, tout donné à son apostolat[réf. nécessaire]. En août 1867, le choléra s'abat sur Chambéry et la région. L'abbé Costa organise la solidarité. Marqué par la quantité d'orphelins et de jeunes abandonnés, il décide d'en recueillir plusieurs chez lui. Grâce à un don du comte de Boigne, il fonde en 1868 l'orphelinat du Bocage qui accueillera jusqu’à 150 pensionnaires[réf. souhaitée]. Proche de saint Jean Bosco, l'abbé Costa met en œuvre les principes salésiens d'éducation. Jusqu'à sa mort, il se dévoue aux orphelins. 
Après son décès survenu le 25 mars 1910, son neveu Ernest perpétue son œuvre, avant de la confier aux Salésiens de Don Bosco, en 1954,.
À sa mort, les titres des journaux parlent du décès du « saint de Chambéry » ou encore du « père des orphelins »[réf. nécessaire]. Ses funérailles sont suivies par plusieurs milliers de personnes. Il est inhumé au cimetière du Paradis de Chambéry en 1910 , avant que sa dépouille ne soit déplacée au Bocage au cours d'une cérémonie le 19 avril 1911, à 9 heures du matin. Plus d'un millier de personnes assistent notamment à la levée du corps au cimetière. L'œuvre se poursuit. La Fondation du Bocage, reconnue d'utilité publique en 1981, accueille en 2025 150 jeunes à la maison d'enfants à caractère social et plus de 200 apprenants au lycée agricole privé[réf. nécessaire].

## Béatification

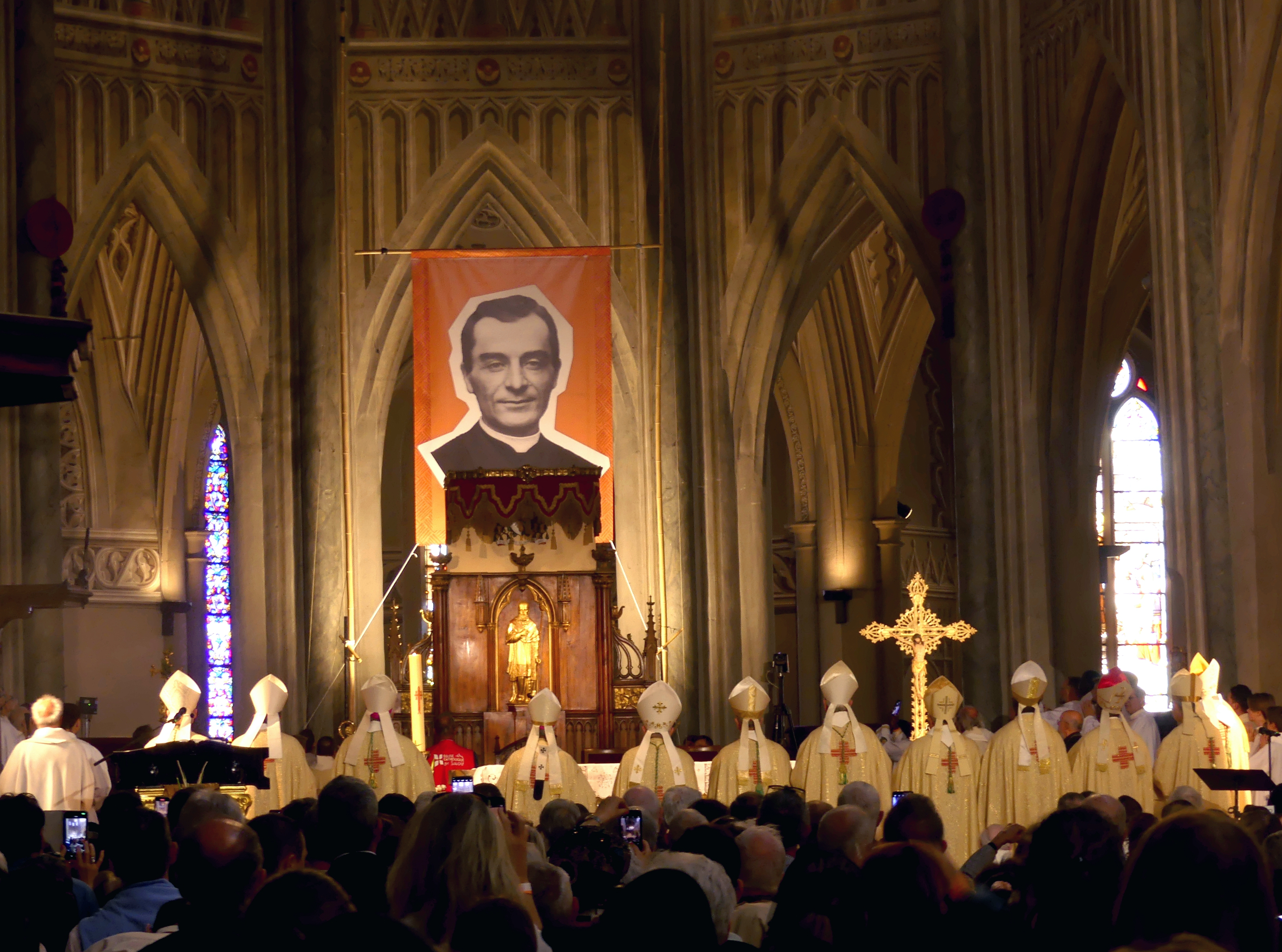
Messe de béatification le 17 mai 2025.

Au terme d'une longue enquête sur la vie et les vertus de l'abbé Costa, le pape Jean-Paul II le proclame vénérable en 1991. Une première demande de béatification pour le centenaire de sa mort en 2010 avait déjà été déposée mais refusée par le Dicastère pour les causes des Saints. Le 14 mars 2024, le pape François signe le décret reconnaissant un miracle attribué à l'intercession de l'abbé Costa, permettant ainsi sa  béatification.
La messe solennelle durant laquelle il est proclamé bienheureux est célébrée le 17 mai 2025 dans la cathédrale de Chambéry par le nonce apostolique Mgr Celestino Migliore, en présence de 4 500 fidèles. C'est la première béatification du pontificat de Léon XIV, successeur de François.
Le miracle reconnu ayant permis la béatification est lié à l'œil d'un enfant (touché par une involucre de bardane en novembre 1910, soit plus de six mois après la mort de Camille Costa de Beauregard) qui guérit très rapidement, sans aucune intervention médicamenteuse, à la suite de l’application d’un mouchoir lui ayant appartenu par une sœur infirmière. Les témoignages conservés dans des archives ont permis la béatification.

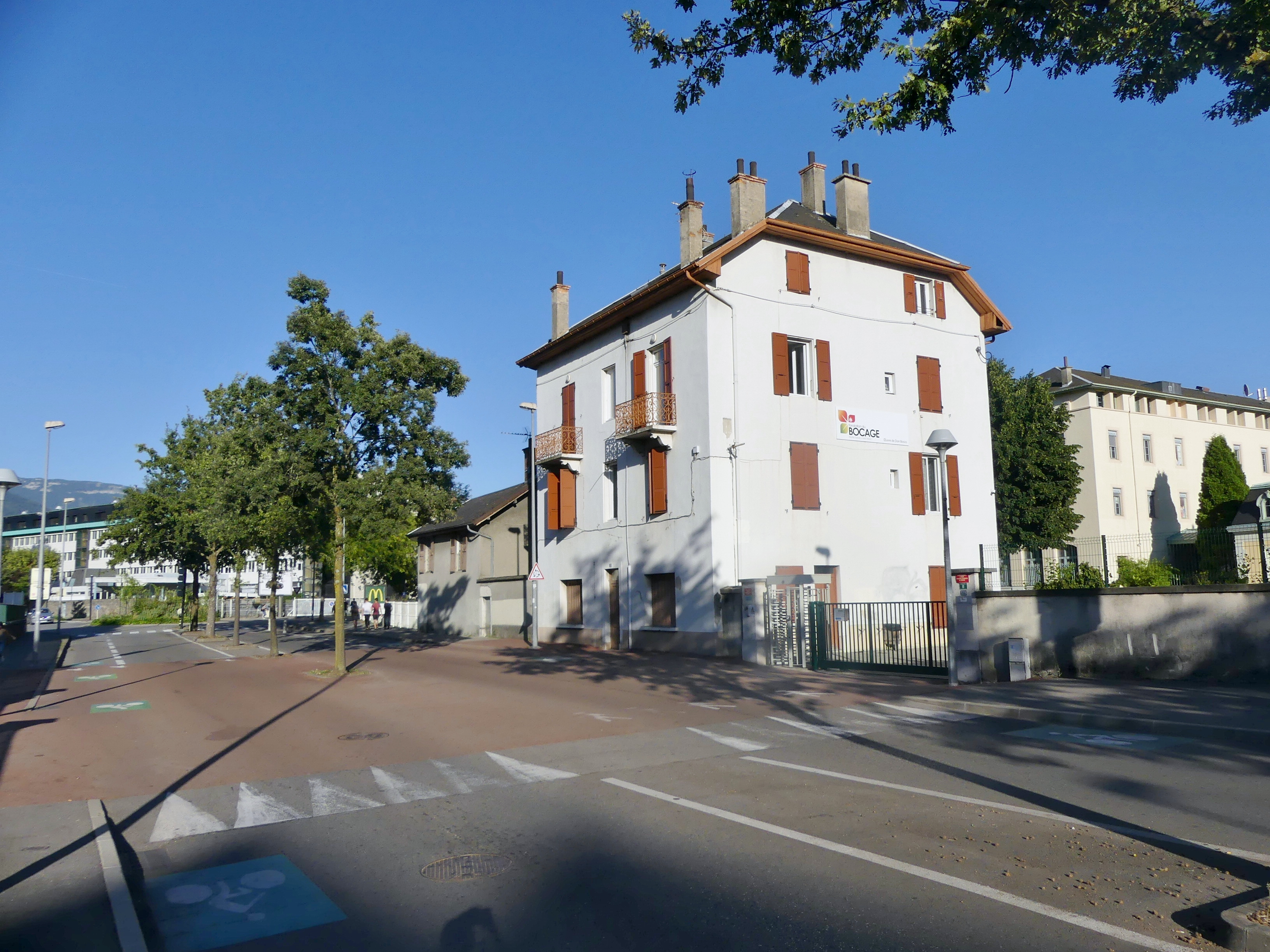
Rue Camille Costa de Beauregard à Chambéry.

La mémoire liturgique du bienheureux Camille Costa est célébrée le 27 mai.

## Hommages
Certains conseils municipaux de communes du département de la Savoie ont donné le nom de Camille Costa de Beauregard à une de leurs voies, dont notamment Chambéry, La Motte Servolex et Les Marches (devenue une commune associée de la commune nouvelle de Porte-de-Savoie).